# Relevos Mundiales 2015
El II edición de Relevos Mundiales se celebró del 2 al 3 de mayo de 2015 bajo la organización de la Asociación Internacional de Federaciones de Atletismo (IAAF). La sede principal de los eventos fue el Estadio Thomas Robinson de la ciudad de Nasáu, Bahamas. Para esta edición el relevo de medio fondo (1200 m, 400 m, 800 m, 1600 m) sustituyó a la carrera de 4 × 1500 m. Se implantaron cuatro récords de campeonato y dos récords mundiales, mientras que la selección de los Estados Unidos se hizo acreedora al Golden Baton por segunda vez consecutiva.

## Símbolos

### Mascota
La mascota elegida para el campeonato fue «Bingo», quien representaba al perro mestizo que habita en varias islas del Caribe conocido como potcake. «Bingo» vestía el traje de atletismo con los colores de Bahamas y fue diseñado por Nikolas Barnes y Durelle Williams.

## Calendario
Las horas que aparecen en el calendario están en EDT (UTC-4).
| Día 1 – sábado, 2 de mayo | Día 1 – sábado, 2 de mayo | Día 1 – sábado, 2 de mayo |
| ------------------------- | ------------------------- | ------------------------- |
| 19:00                     | 4 × 400 m masculino       | Ronda 1                   |
| 19:29                     | 4 × 200 m femenino        | Ronda 1                   |
| 19:46                     | 4 × 100 m masculino       | Ronda 1                   |
| 20:09                     | 4 × 800 m masculino       | Final                     |
| 20:32                     | 4 × 400 m femenino        | Ronda 1                   |
| 21:02                     | Medio fondo femenino      | Final                     |
| 21:29                     | 4 × 100 m masculino       | Final B                   |
| 21:36                     | 4 × 200 m femenino        | Final                     |
| 21:52                     | 4 × 100 m masculino       | Final                     |

| Día 2 – domingo, 3 de mayo | Día 2 – domingo, 3 de mayo | Día 2 – domingo, 3 de mayo |
| -------------------------- | -------------------------- | -------------------------- |
| 19:00                      | 4 × 200 m masculino        | Ronda 1                    |
| 19:16                      | 4 × 100 m femenino         | Ronda 1                    |
| 19:39                      | 4 × 800 m femenino         | Final                      |
| 20:02                      | 4 × 400 m femenino         | Final B                    |
| 20:12                      | 4 × 400 m femenino         | Final                      |
| 20:31                      | Medio fondo masculino      | Final                      |
| 20:57                      | 4 × 400 m masculino        | Final B                    |
| 21:06                      | 4 × 200 m masculino        | Final                      |
| 21:23                      | 4 × 100 m femenino         | Final B                    |
| 21:30                      | 4 × 100 m femenino         | Final                      |
| 21:46                      | 4 × 400 m masculino        | Final                      |

## Países participantes
Se inscribieron un total de 669 atletas (374 hombres y 295 mujeres) provenientes de 43 países. A continuación la lista completa de las delegaciones (entre paréntesis el número de atletas). 
Lista actualizada a 30 de abril de 2015.
- Alemania (33)
- Antigua y Barbuda (7)
- Arabia Saudita (6)
- Australia (37)
- Bahamas (29)
- Barbados (6)
- Baréin (10)
- Bélgica (5)
- Botsuana (11)
- Brasil (24)
- Canadá (25)
- China (10)
- Colombia (5)
- Cuba (20)
- Ecuador (4)
- España (6)
- Estados Unidos (54)
- Francia (28)
- Hong Kong (5)
- Irlanda (11)
- Islas Caimán (4)
- Islas Vírgenes de los Estados Unidos (5)
- Italia (20)
- Jamaica (45)
- Japón (19)
- Kazajistán (5)
- Kenia (31)
- México (11)
- Namibia (9)
- Nigeria (23)
- Países Bajos (12)
- Papúa Nueva Guinea (10)
- Polonia (31)
- Portugal (6)
- Puerto Rico (5)
- Reino Unido (22)
- República Dominicana (9)
- San Cristóbal y Nieves (7)
- Suecia (6)
- Suiza (12)
- Trinidad y Tobago (23)
- Turquía (5)
- Venezuela (13)

## Clasificación a los Juegos Olímpicos
Los ocho equipos con la mejor ubicación en las pruebas de 4×100 m y 4×400 m, tanto en categoría masculina como en femenina, se clasificaron automáticamente para los Juegos Olímpicos de Río de Janeiro 2016.
| # | 4×100 Masculino        | 4×400 Masculino   | 4×100 Femenino    | 4×400 Femenino |
| - | ---------------------- | ----------------- | ----------------- | -------------- |
| 1 | Estados Unidos         | Estados Unidos    | Jamaica           | Estados Unidos |
| 2 | Jamaica                | Bahamas           | Estados Unidos    | Jamaica        |
| 3 | Japón                  | Bélgica           | Reino Unido       | Reino Unido    |
| 4 | Brasil                 | Jamaica           | Canadá            | Francia        |
| 5 | Francia                | Brasil            | Trinidad y Tobago | Polonia        |
| 6 | San Cristóbal y Nieves | Reino Unido       | Brasil            | Canadá         |
| 7 | Trinidad y Tobago      | Trinidad y Tobago | Nigeria           | Australia      |
| 8 | Alemania               | Botsuana          | Suiza             | Brasil         |

## Resultados

### Masculino
| Evento                            | Oro                                                                                       | Plata                                                                                  | Bronce                                                                                         |
| --------------------------------- | ----------------------------------------------------------------------------------------- | -------------------------------------------------------------------------------------- | ---------------------------------------------------------------------------------------------- |
| 4 × 100 metros (2 de mayo)        | Estados Unidos Mike Rodgers Justin Gatlin Tyson Gay Ryan Bailey 37,38 (RC)                | Jamaica Nesta Carter Kemar Bailey-Cole Nickel Ashmeade Usain Bolt 37,68                | Japón Kazuma Oseto Kenji Fujimitsu Yoshihide Kiryu Kotaro Taniguchi 38,20                      |
| 4 × 200 metros (3 de mayo)        | Jamaica Nickel Ashmeade Rasheed Dwyer Jason Livermore Warren Weir 1:20,97                 | Francia Teddy Tinmar Christophe Lemaitre Pierre-Alexis Pessonneaux Ben Bassaw 1:21,49  | Alemania · Robin Erewa · Sven Knipphals · Aleixo-Platini Menga · Alexander Konsenkow · 1:22,65 |
| 4 × 400 metros (3 de mayo)        | Estados Unidos David Verburg Tony McQuay Jeremy Wariner LaShawn Merritt 2:58,43           | Bahamas Ramon Miller Michael Mathieu Steven Gardiner Chris Brown 2:58,91               | Bélgica · Dylan Borlée · Julien Watrin · Jonathan Borlée · Kevin Borlée · 2:59,33              |
| 4 × 800 metros (2 de mayo)        | Estados Unidos Duane Solomon Erik Sowinski Casimir Loxsom Robby Andrews 7:04,84 (RC)      | Polonia · Karol Konieczny · Kamil Gurdak · Marcin Lewandowski · Adam Kszczot · 7:09,98 | Australia Jared West Joshua Ralph Ryan Gregson Jordan Williamsz 7:16,30                        |
| Relevo de medio fondo (3 de mayo) | Estados Unidos Kyle Merber Brycen Spratling Brandon Johnson Blen Blankenship 9:15,50 (RM) | Kenia Abednego Miti Alphas Kishoyian Ferguson Rotich Timothy Cheruiyot 9:17,20         | Australia Ryan Gregson Alexander Beck Jordan Williamsz Collis Birmingham 9:21,62               |

RM - Récord mundial.

RC - Récord de campeonato.

### Femenino
| Evento                            | Oro                                                                                                   | Plata                                                                                             | Bronce                                                                                            |
| --------------------------------- | --- | ------------------------------------------------------------------------------------------------- | ------------------------------------------------------------------------------------------------- |
| 4 × 100 metros (3 de mayo)        | Jamaica Simone Facey Kerron Stewart Schillonie Calvert Veronica Campbell-Brown 42,14                  | Estados Unidos Tianna Bartoletta Allyson Felix Kimberlyn Duncan Carmelita Jeter 42,32             | Reino Unido Asha Philip Ashleigh Nelson Bianca Williams Margaret Adeoye 42,84                     |
| 4 × 200 metros (2 de mayo)        | Nigeria Blessing Okagbare Regina George Dominique Duncan Christy Udoh 1:30,52                         | Jamaica Samantha Henry-Robinson Veronica Campbell-Brown Shericka Williams Sherone Simpson 1:31,73 | Alemania · Rebekka Haase · Ann Christina Haack · Nadine Gonska · Josefina Elsler · 1:33,61        |
| 4 × 400 metros (3 de mayo)        | Estados Unidos Phyllis Francis Natasha Hastings Sanya Richards-Ross Francena McCorory 3:19,39 (RC)    | Jamaica Anastasia Le-Roy Novlene Williams-Mills Christine Day Stephenie Ann McPherson 3:22,49     | Reino Unido Eilidh Child Anyika Onuora Kelly Massey Seren Bundy-Davies 3:26,38                    |
| 4 × 800 metros (3 de mayo)        | Estados Unidos Chanelle Price Maggie Vessey Molly Beckwith-Ludlow Alysia Johnson Montano 8:00,62 (RC) | Polonia · Syntia Ellward · Katarzyna Broniatowska · Angelika Cichocka · Sofia Ennaoui · 8:11,36   | Australia Abbey de la Motte Kelly Hetherington Selma Kajan Brittany McGowan 8:13,97               |
| Relevo de medio fondo (2 de mayo) | Estados Unidos Treniere Moser Sanya Richards-Ross Ajee Wilson Shannon Rowbury 10:36,50 (RM)           | Kenia Selah Busienei Joy Sakari Sylivia Shesebe Virginia Nganga 10:43,35                          | Polonia · Katarzyna Broniatowska · Monika Szczesna · Angelika Cichocka · Sofia Ennaoui · 10:45,32 |

RM - Récord mundial.

RC - Récord de campeonato.

## Posiciones
| Pos. | País                   | Puntos |
| ---- | ---------------------- | ------ |
| 1    | Estados Unidos         | 63     |
| 2    | Jamaica                | 46     |
| 3    | Polonia                | 34     |
| 4    | Australia              | 25     |
| 5    | Alemania               | 21     |
| 6    | Francia                | 19     |
| 7    | Kenia                  | 15     |
| 8    | Reino Unido            | 15     |
| 9    | Brasil                 | 13     |
| 10   | Bahamas                | 11     |
| 11   | Canadá                 | 11     |
| 12   | Nigeria                | 10     |
| 13   | Trinidad y Tobago      | 8      |
| 14   | México                 | 7      |
| 15   | Bélgica                | 6      |
| 15   | Japón                  | 6      |
| 17   | San Cristóbal y Nieves | 6      |
| 18   | Cuba                   | 5      |
| 18   | China                  | 5      |
| 20   | Irlanda                | 4      |
| 21   | Papúa Nueva Guinea     | 3      |
| 22   | Suiza                  | 3      |
| 23   | Botsuana               | 1      |